# Icone
Icone właściwie Wim van Gelder (ur. 31 stycznia 1981 w Leuven) – belgijski producent muzyczny specjalizujący się w gatunku trance.

## Rys biograficzny
Urodził się w miasteczku Leuven w Belgii, gdzie spędził dzieciństwo. Ukończył tamże szkołę podstawową. Studiował inżynierię lądową. Następnie, na uniwersytecie Groep T (ang.: Group T) w Leuven z kolei uczył się inżynierii przemysłowej.
Jako producent muzyczny działa od 2001 roku, gdy rozpoczął naukę sztuki produkowania za pomocą oprogramowania Technomaker. Następnie, przerzucił się na bardziej zaawansowany sekwencer FL Studio, którego używa do dziś.
Ma na koncie szereg wydanych produkcji oraz remiksów dla komercyjnych producentów. Współpracował m.in. ze Static Blue, Arpegia oraz Bryanem Kearneyem.

## Projekty i pseudonimy
- Icone - jego główny alias, pod którym wydaje epic trance oraz uplifting trance
- van Gelder - pod jego prawdziwym nazwiskiem, projekt ten opiera się na nieco cięższych rytmach.
- Blue Manta - lekki uplifting trance z ulubionymi elementami van Geldera: pianinem oraz melodycznymi liniami klawiszowymi.
- The Elemental - pod tym pseudonimem produkuje muzykę o nieco innej strukturze[3].
- Lightworks - Projekt starszy niż inne. Głównym założeniem był czysty, prawdziwy trance
- Infinite Streams - Dawny alias, pod którym produkował hard trance
- Skunk Works - Kolaboracja Icone ze Stevenem Lowem
- Perspective - Wspólny projekt z Bryanem Kearney

## Dyskografia

### Własne
- Icone - Astra [Flux Delux]
- Icone - Sorrow [Abora]
- Icone - Sintra [Flux Delux]
- Van Gelder - Between Us E.P [Somatic Sense Vision]
- Lightworks - Altered Sensations [Xing]
- Icone - The Way Home [Afterglow]
- The Elemental - A World Of Ice E.P [Real Music]
- Icone - Before Sunrise E.P [Flux Delux]
- Blue Manta - I Feel Lost [Alter-Ego]
- Van Gelder - Brightness / All Around Us [Real Music]
- Van Gelder - Sensitivity [Trancetribe]
- Icone - Invisible [Elevation]
- Icone - Touch Of Summer E.P [Waterworld]
- Icone joins Arpegia - Fatal Beauty [Abora]
- Icone meets Static Blue - The Fall [Alter-Ego]
- Blue Manta - See The Light [Alter-Ego Pure]
- Icone - Panorama E.P [Flux Delux]
- Van Gelder - Van Gelder E.P Part 1 - Together [Resonate]
- Van Gelder - Van Gelder E.P Part 2 - Nowhere [Resonate]
- Icone - Out There / Silent Tears [Flux Delux]
- Icone - Cosmos [Flux Delux]
- Icone - Hyperspace [Flux Delux]
- Icone - Lightspeed / Andromeda [Discover]

### Remiksy
- Hemstock & Jennings - Crimson Soil (Icone Remix) [Phaze]
- Magenta - Twisted Spirit (Icone Remix) [23rd Precint]
- H2J - Santiago (Icone Remix) [Dancearea]
- Oceanblue - Theme From Ocean (Icone Remix / Free World - The Day After (Icone Remix) [Complicit]
- Vast Vision - Aurora (Icone Remix) [Flux Delux)
- Fineart - Polaris (Icone Remix) [Real Music]
- Johnson & Corbett - The Way (Icone Remix) [Trancetribe]
- Inertia - The Emerald (Icone Remix) [Discover]
- 32 °F - Frozen Memories (Icone Remix)
- Krivi - Dancing Town (Icone Remix) [Total Digital]
- Anthony Dean & Starlet - Inner Trance (Icone Remix) [Inspired]
- Hemstock & Jennings - Babylon (Icone Remix) [Armada]
- Kris O’Neil & Mac - Tears Of Blue (Van Gelder Remix) [Novascape]
- DJ Spoke - Fall To Pieces (Van Gelder Remix) [Sirup]
- Cainam - Going Astray (Icone Remix) [Moonrising]
- Electronic Nova - Cosmic Belt (Icone Remix) [Infrasonic]
- Nomen Nescio - Double 01 (Van Gelder Remix) [Total Digital]
- Rune & Div4 - The Last Journey (Icone Remix [Aurora]
- Static Blue - Fade Away (Icone Remix) [Amon Vision]
- Riki B - Down Under (Icone Remix) [Resonate]
- Priority Q feat. Elles The Graaf - Mirror Of My Memory (Icone Remix) [Sirup]
- Karybade & Scylla - Free Your Mind (Van Gelder Remix) [Elevation]
- Emotional Horizons - Lush (Van Gelder Remix) [Infrasonic]
- Star Industry - Adrift In Space (Icone Remix) [Eve]
- John Huibers - The Day Before (Icone Remix) [Alter-Ego]
- Allan O'Marshall - Time Bandit (Icone Remix) [Alter-Ego]
- Steve Allen & Ben Alonzi - Beneath Me (Icone Remix) [Diverted]
- Kamil Polner - Earth Protector (Van Gelder Remix) [Alter-Ego]
- Akira Kayosa - Southern Cross (Icone Remix) [Redux]
- Ultimate - Ascension (Van Gelder's Schocking Remix) [Resonate]
- A/B Project - Another Time (Icone Remix) [Mondo]
- Corderoy - Starline (Icone Remix) [Mondo]
- Aquateca - Azure (Icone Remix) [DeepBlue]